# San Fernando, Cádiz
San Fernando (spanskt uttal: [ˈsaɱ feɾˈnando]) är en stad och kommun i provinsen Cádiz i den autonoma regionen Andalusien i södra Spanien. Staden ligger vid Cádizviken, cirka 11 kilometer sydost om Cádiz. Kommunen har 93 645 invånare (2024), på en yta av 29,91 km².